# Itheum lineare
Itheum lineare är en skalbaggsart som beskrevs av Francis Polkinghorne Pascoe 1864. Itheum lineare ingår i släktet Itheum och familjen långhorningar. Inga underarter finns listade i Catalogue of Life.